# تپه عظیم‌خان‌کندی
تپه عظیم خان کندی مربوط به دوره اشکانیان - دوره ساسانیان است و در شهرستان گرمی، بخش مرکزی، دهستان آنی، روستای ساری دره واقع شده و این اثر در تاریخ ۳۰ بهمن ۱۳۸۶ با شمارهٔ ثبت ۲۱۰۶۰ به‌عنوان یکی از آثار ملی ایران به ثبت رسیده است.